# Gækkebrev

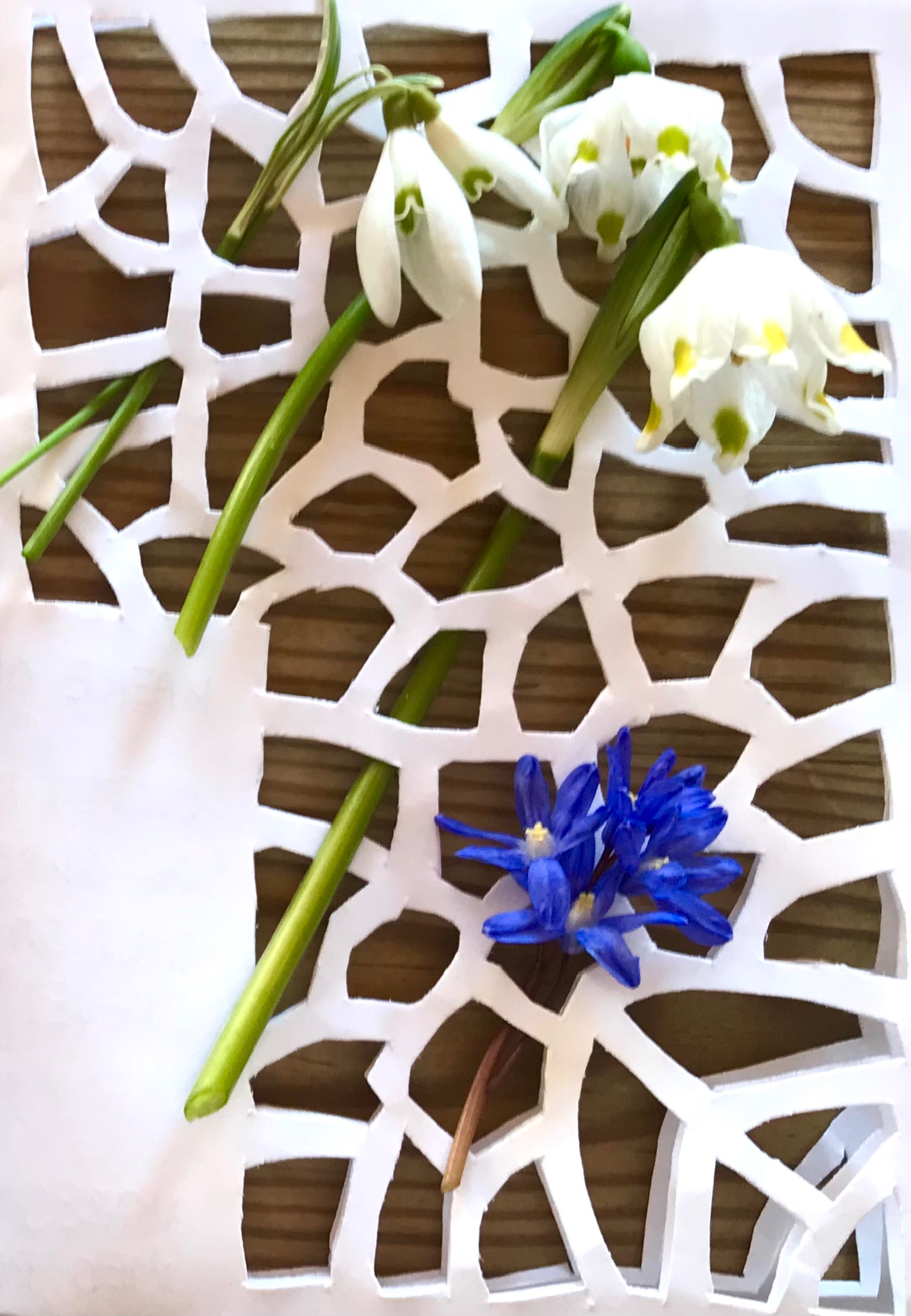
Ett gækkebrev från 2022 med snödroppar, snöklockor och blåstjärnor.

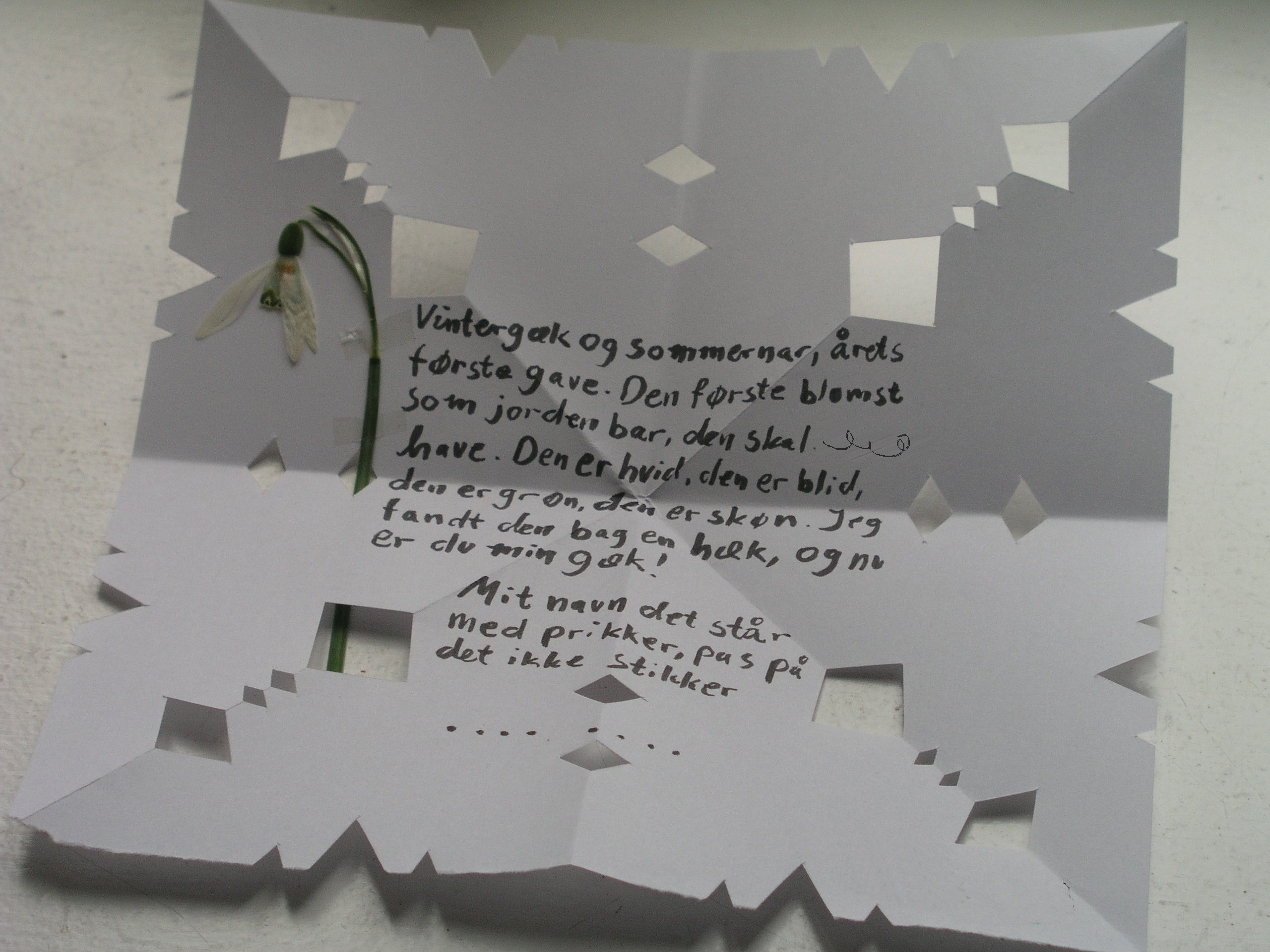
Ett gækkebrev.

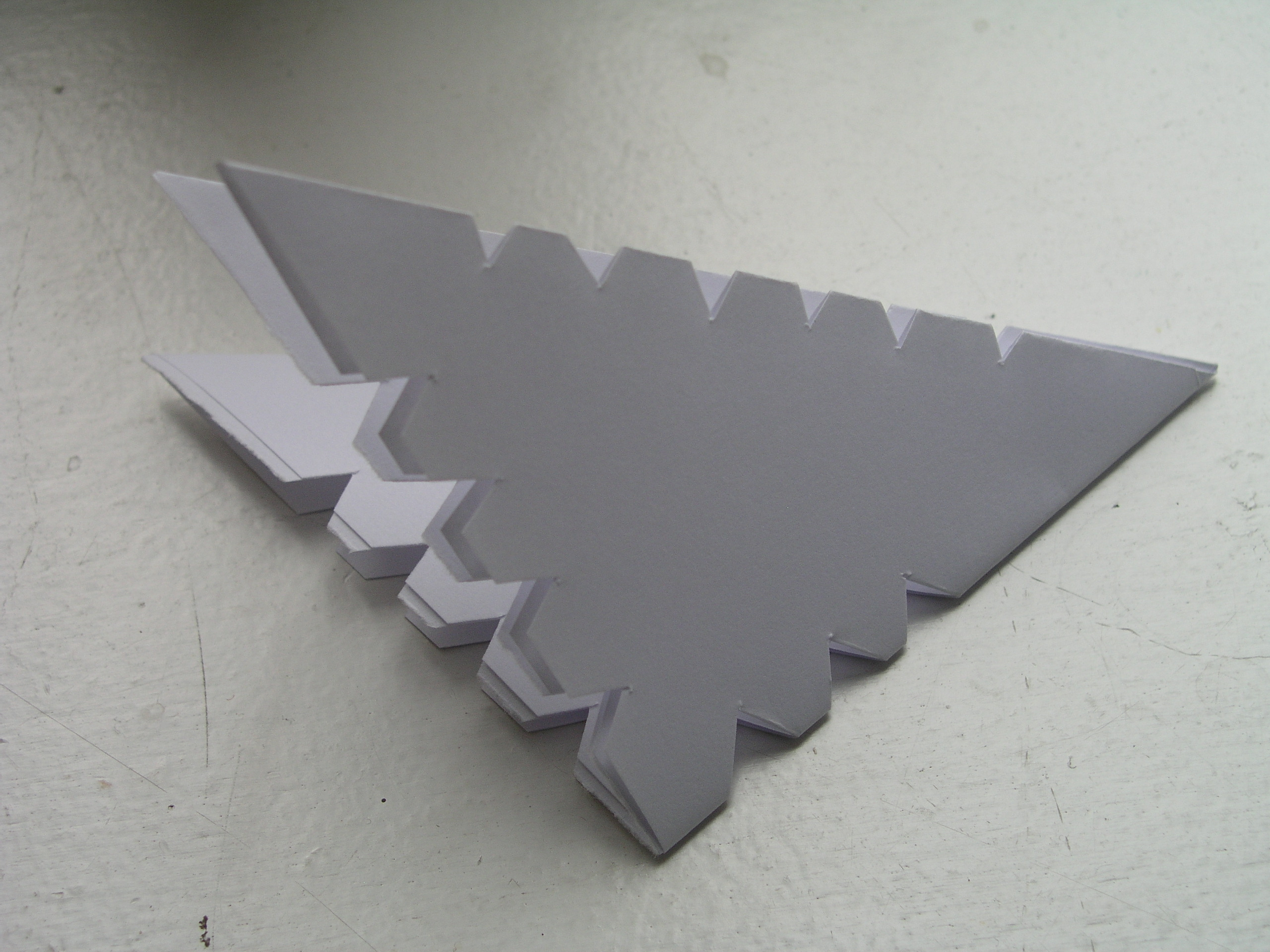
Papper som håller på att klippas till gækkebrev.

Ett gækkebrev (gäckebrev) är en dansk påsktradition där ett dekorativt mönstrat brev, ofta med en liten påskdikt (en gækkevers), skickas från en okänd avsändare. Mottagaren har till uppgift att försöka gissa avsändarens initialer, då denne annars är skyldig avsändaren ett påskägg. Traditionen användes ofta av ungdomar för att flirta med varandra – ett typiskt motiv för gækkebrevet är "kärleksknuten", där utklippningens knutmönster formade flera hjärtan. 
Gækkebrev är en utveckling från den 1600-talstraditionen bindebrev, ett rimbrev som oftast innehöll en gåta som kunde skickas på mottagarens namnsdag eller en av de fyra kvatemberdagarna.
De äldsta bevarade gækkebreven är daterade till 1700-talet. Efter första världskriget var traditionen i avtagande, men från 1990-talets slut har verserna återigen börjat öka i popularitet. Gækkebrev är idag (2020-talet) vanligast bland barn.
Namnet gækkebrev kommer från att en snödroppe (danska: vintergæk) traditionellt inkluderades i brevet, men har även kopplingar till verbet "att gække" (svenska: att gäcka), då målet med brevet är att driva gäck med mottagaren. Dikternas omfång varierar från enskilda meningar på rim till längre exempel. Några exempel på dikter är följande:
- Gæk gæk gæk – mitt navn er blevet væk.
- Omme bag en tjørnehæk fandt jeg denne vintergæk. Nu med den du får fra mig, sendt en hilsen – hvem er jeg?
- Digtet i Vejle af 24 snegle, skrevet i Rom af kaptajn Vom, gæt så hvorfra brevet kom.
- En vintergæk, en sommernar, en fugl foruden vinger, en lille ven, som har dig kær, en kærlig hilsen bringer.
Det älsta bevarade gækkebrevet skickades till Maria Christiane Hansdatter i Odense år 1770:
"En Giæk lader hun sig kalde,
det monne mit Hjerte befale,
min Giæk skal hun være
fra Vintren till Somren med Ære."
Skillingtryckproducenten Strandberg i Holmensgade släppte en ny samling gækkeverser varje år. Han skrev också svarverser som man kunde skicka när avsändaren hade avslöjats. I 1899, då brottaren Magnus Bech-Olsen besegrade en turkisk motståndare, hade Strandberg följande dikt förberedd:
"Du tror dig stærk, og du higer efter,
at maale med hele Verden Kræfter,
og blive Bech-Olsens Overmand,
men Peter, det gaar vist ikke an.
Du mener, du kan hævde Styrken,
og li'som Bech-Olsen vælte Tyrken,
og blive Alverdens Bryderskræk.
Hu ha, du lille, du er en Gæk."

## Källförteckning
1. ↑  ”Rim til gækkebreve: 25 søde påskerim ... Her har vi samlet nogle af de fineste påskevers for både børn og voksne”. woman.dk. 10 februari 2024. https://woman.dk/diy/gaekkebreve-de-9-smukkeste-klip-og-13-bedste-rim. Läst 17 februari 2025.
2. ↑  ”gække — ODS”. ordnet.dk. https://ordnet.dk/ods/ordbog?query=g%C3%A6kke. Läst 24 mars 2024.
3. ↑  Inger-Marie Larsen, Nils Kr. Rossing, Åshild Adsen, Vigdis Dagsdatter Øien (2009-07-30) (på norska). Matematikk og Ornamentikk, Lærerveiledning (Versjon 2.1). Trondheim: Vitensenteret. sid. 21. ISBN 978-82-92088-40-1. Arkiverad från originalet den 2 april 2015. https://web.archive.org/web/20150402111532/http://viten.ntnu.no/oppgaver/matematikk/matematikk_og_ornamentikk.pdf. Läst 2 april 2015
4. ↑  Charlotte S.H. Jensen. ”1800-tallets gækkebreve” (på danska). www.historie-online.dk. https://www.historie-online.dk/temaer-9/arstidens-skikke-14-14-14/paske-21-21/1800-tallets-gaekkebreve. Läst 18 februari 2025.